# هیرومی ایگاراشی
هیرومی ایگاراشی (انگلیسی: Hiromi Igarashi; ۱۳ دسامبر ۱۹۸۶ – ) صداپیشه اهل ژاپن است. وی از سال ۲۰۰۸ میلادی تاکنون مشغول فعالیت بوده‌است.